# Кривобалківська сільська рада (Миколаївський район)
Кривоба́лківська сільська́ ра́да — адміністративно-територіальна одиниця та орган місцевого самоврядування в Миколаївському районі Миколаївської області. Адміністративний центр — село Крива Балка.

## Загальні відомості
- Населення ради: 1 664 особи (станом на 2001 рік)

## Населені пункти
Сільській раді були підпорядковані населені пункти:
- с. Крива Балка
- с. Подимове
- с. Половинки

## Склад ради
Рада складалася з 16 депутатів та голови.
- Голова ради: Мухарський Леонід Георгійович
- Секретар ради: Соколенко Світлана Миколаївна

### Керівний склад попередніх скликань
| Прізвище, ім'я, по батькові   | Основні відомості                                                                                                | Дата обрання | Дата звільнення |
| ----------------------------- | --- | ------------ | --------------- |
| Мула Зіновій Іванович         | Сільський голова, 1960 року народження                                                                           | 26.03.2006   | 04.04.2008      |
| Мухарський Леонід Георгійович | Сільський голова, 1977 року народження, освіта середня спеціальна, член Всеукраїнського об'єднання «Батьківщина» | 30.11.2008   | 31.10.2010      |
| Мухарський Леонід Георгійович | Сільський голова, 1977 року народження, освіта середня спеціальна, безпартійний                                  | 31.10.2010   |                 |

Примітка: таблиця складена за даними сайту Верховної Ради України

### Депутати
За результатами місцевих виборів 2010 року депутатами ради стали:

#### За суб'єктами висування
| Суб'єкт висування      | Кількість обраних депутатів | %    |
| ---------------------- | --------------------------- | ---- |
| Самовисування          | 8                           | 50   |
| Партія регіонів        | 7                           | 43,8 |
| Партія «Народна влада» | 1                           | 6,3  |

#### За округами
| № округу               | Прізвище, ім'я, по батькові        | Дата визнання обраним | Освіта  | Партійна приналежність | Відомості про обраного депутата                                                                         |
| ---------------------- | ---------------------------------- | --------------------- | ------- | ---------------------- | --- |
| Партія «Народна влада» |                                    |                       |         |                        | |
| 16                     | Соколенко Світлана Миколаївна      | 01.11.2010            | вища    | позапартійна           | Кривобалківська сільська рада, секретар                                                                 |
| Партія регіонів        |                                    |                       |         |                        | |
| 1                      | Бартков Василь Миколайович         | 01.11.2010            | середня | позапартійний          | тимчасово не працює                                                                                     |
| 4                      | Согріна Олена Володимирівна        | 01.11.2010            | вища    | позапартійна           | Кривобалківська загальноосвітня школа І-ІІІ ст., вчитель української мови та літератури                 |
| 5                      | Ісаєнко Ірина Василівна            | 01.11.2010            | вища    | позапартійна           | приватний підприємець                                                                                   |
| 7                      | Захарченко Наталія Василівна       | 01.11.2010            | вища    | позапартійна           | Кривобалківський дошкільний навчальний заклад, завідувачка                                              |
| 9                      | Лиско Сергій Володимирович         | 01.11.2010            | середня | позапартійний          | приватний підприємець                                                                                   |
| 11                     | Кучера Лариса Миколаївна           | 01.11.2010            | вища    | член Народної партії   | Кривобалківська сільська рада, начальник військового облікового столу                                   |
| 12                     | Лісогор Ольга Василівна            | 01.11.2010            | вища    | член Народної партії   | Кривобалківська сільська рада, касир                                                                    |
| Самовисування          |                                    |                       |         |                        | |
| 2                      | Волков Олександр Вікторович        | 01.11.2010            | середня | позапартійний          | ДСП «Миколаївська птахофабрика», майстер                                                                |
| 3                      | Хомічук Ірина Василівна            | 01.11.2010            | вища    | позапартійна           | Миколаївський пологовий будинок, акушерка                                                               |
| 6                      | Голтуренко Олександр Володимирович | 01.11.2010            | вища    | позапартійний          | Миколаївське лінійне виробниче управління магістральних газопроводів, оператор газорозподільчої станції |
| 8                      | Мінаков Володимир Андрійович       | 01.11.2010            | вища    | позапартійний          | Миколаївський районний будинок творчості учнів, керівник туристичних гуртків                            |
| 10                     | Крива Наталія Іванівна             | 01.11.2010            | вища    | позапартійна           | Кривобалківська загальноосвітня школа І-ІІІ ст., вчитель початкових класів                              |
| 13                     | Тридуб Лариса Акрамівна            | 01.11.2010            | вища    | позапартійна           | Миколаївська обласна лікарня, молодша медична сестра                                                    |
| 14                     | Рожук Вадим Володимирович          | 01.11.2010            | вища    | позапартійний          | ВАТ «Миколаївводпроект», охоронець                                                                      |
| 15                     | Матвейчук Микола Васильович        | 01.11.2010            | середня | позапартійний          | пенсіонер                                                                                               |